# The Panic Is On
The Panic Is On - The Nick Travis Quintet est un album de jazz du trompettiste Nick Travis. 

## Enregistrement
L'album est enregistré par un quintet. Les arrangements sont l'œuvre d'Al Cohn et du tromboniste Milt Gold, qui à l'époque jouait dans le big band de Stan Kenton.

### Musiciens
Les sessions sont enregistrées en mars 1954 par un quintet qui est composé de :
- Nick Travis (tp), Al Cohn (ts), Johnny Williams (p), Teddy Kotick (b), Art Mardigan (d).

### Dates et lieux
- New York, 24 mars 1954 et 25 mars 1954

## Titres
| N°     | Titre                       | Compositeur                   | Durée |
| ------ | --------------------------- | ----------------------------- | ----- |
| Face 1 |                             |                               |       |
| 1.     | Nick's Knack                | Al Cohn                       |       |
| 2.     | They All Laughed            | George Gershwin, Ira Gershwin |       |
| 3.     | Tickletoe                   | Lester Young                  |       |
| 4.     | Travisimo                   | Al Cohn                       |       |
|        |                             |                               |       |
| Face 2 |                             |                               |       |
| 5.     | Jazzbo's Jaunt              | Milt Gold                     |       |
| 6.     | You Don't Know What Love Is | Don Raye, Gene de Paul        |       |
| 7.     | Cohn Pone                   | Nick Travis                   |       |
| 8.     | In the Nick of Time         | Milt Gold                     |       |

## Discographie
- 1954, RCA Victor Records - LJM-1010 (LP)

## Source
- Bill Zeitung, Liner notes de l'album RCA Victor Records, 1954.